# Suloctidil
Suloctidil là một loại rượu có chứa lưu huỳnh được đưa ra thị trường vào đầu những năm 1970 dưới dạng thuốc giãn mạch của Continental Pharma, một công ty của Bỉ. :118–121 
Continental được mua bởi Monsanto vào năm 1984, chủ yếu dựa trên lời hứa bán suloctidil, được chấp thuận ở châu Âu vào thời điểm đó, nhưng không phải ở Mỹ. Tuy nhiên, vào năm 1985, Monsanto đã ngừng phát triển và rút thuốc trên toàn thế giới sau các báo cáo về độc tính gan. :251